# Dracula 2000
Dracula 2000 (även känd som Dracula 2001 i vissa länder) är en amerikansk skräckfilm.  

## Om filmen
Dracula 2000 regisserades av Patrick Lussier, som även skrivit filmens manus, tillsammans med Joel Soisson. Filmen är ett försök att modernisera historien om Dracula, så att den passar in i dagens samhälle.
Denna film är ganska lik andra vampyrfilmer, men den skiljer sig på ett sätt – man får reda på Draculas bakgrund.
Filmen fick en uppföljare – Dracula II: Ascension
De båda musikgrupperna System of a Down och Linkin Park har lånat ut låtar till filmen.

## Rollista
| Gerard Butler       | – Dracula                 |
| Christopher Plummer | – Abraham Van Helsing     |
| Jonny Lee Miller    | – Simon Sheppard          |
| Justine Waddell     | – Mary Heller-Van Helsing |
| Colleen Fitzpatrick | – Lucy Westerman          |
| Jennifer Esposito   | – Solina                  |
| Omar Epps           | – Marcus                  |
| Sean Patrick Thomas | – Trick                   |
| Danny Masterson     | – Nightshade              |
| Lochlyn Munro       | – Eddie                   |
| Tig Fong            | – Dax                     |
| Tony Munch          | – Charlie                 |
| Jeri Ryan           | – Valerie Sharpe          |
| Shane West          | – JT                      |
| Nathan Fillion      | – Father David            |